# イマノル・ロホ
イマノル・ロホ・ガルシア（バスク語: Imanol Rojo Garcia、1990年11月30日 - ）は、スペイン・バスク州ギプスコア県トロサ出身のスキー選手（クロスカントリースキー）。2014年ソチオリンピックと2018年平昌オリンピックに出場した。

## 経歴
バスク州ギプスコア県トロサ出身。5歳の時に兄とともにスキーを始めた。11歳の時にバスク州の選抜チームに入り、15歳だった2005年にスペインのナショナルチームに入った。2012年には初めてクロスカントリースキー・ワールドカップに出場した。2014年にはロシアのソチで開催された2014年ソチオリンピックに出場し、50kmで33位、スキーアスロンと15kmで50位、スプリントで60位となった。2018年には韓国の平昌で開催された2018年平昌オリンピックに出場し、スキーアスロンで49位、15kmで62位となった。

## 成績

### 冬季オリンピック
| シーズン | 日付 | 場所          | 種目             | 順位 |
| -------- | ---- | ------------- | ---------------- | ---- |
| 2014     | ソチ | 2014年2月9日  | スキーアスロン   | 50位 |
| 2014     | ソチ | 2014年2月11日 | スプリント       | 60位 |
| 2014     | ソチ | 2014年2月14日 | 15km             | 50位 |
| 2014     | ソチ | 2014年2月23日 | 50km             | 33位 |
| 2018     | 平昌 | 2018年2月11日 | スキーアスロン   | 49位 |
| 2018     | 平昌 | 2018年2月16日 | 15km             | 62位 |
| 2018     | 平昌 | 2018年2月21日 | チームスプリント |      |
| 2018     | 平昌 | 2018年2月24日 | 50km             |      |